# Riserva naturale Orrido di Botri
La riserva naturale Orrido di Botri è un'area naturale protetta statale istituita nel 1971.
Occupa una superficie di 192,00 ha nella provincia di Lucca.

Il Reparto Carabinieri Forestali di Lucca si occupa dei permessi e del controllo della Riserva.

## Territorio
L'Orrido di Botri è una profonda gola calcarea scavata dal Rio Pelago. L'area si trova nel comune di Bagni di Lucca, nell'alta val Fegana alle pendici delle Tre Potenze e del monte Rondinaio.

## Accesso
L'area è accessibile da Ponte a Gaio, e occorre passare dal letto in secca del torrente, per questo motivo l'accesso è autorizzato solo da metà giugno a settembre.